# ردليشيات
الردليشيات (الاسم العلمي:†Redlichiida) هي رتبة منقرضة من ثلاثيات الفصوص.

## التصنيف
- رتيبة الردليشينات وأشباهها
  - فوق فصيلة الإيمويلينات
    - فصيلة الإيمويلات
      - جنس الإيمويلة